# Cyrtopodendron vieillardii
Cyrtopodendron vieillardii är en bladmossart som beskrevs av Fleischer in Brotherus 1909. Cyrtopodendron vieillardii ingår i släktet Cyrtopodendron och familjen Pterobryaceae. Inga underarter finns listade i Catalogue of Life.